# Carolina Cougars
Carolina Cougars fue un equipo de baloncesto estadounidense que compitió en la desaparecida Liga ABA. El equipo se formó originalmente en Houston, con el nombre de Houston Mavericks, en el año 1967. En 1969 se trasladó a Carolina del Norte después de 3 años para olvidar los malos resultados en Texas. Un nuevo traslado de ciudad ocurrió en 1974, desplazándose a St. Louis, y adoptando el nombre de los Spirits of St. Louis.

## Historia
Después de dos temporadas con malos resultados en Houston, los Cougars recalaron en Carolina del Norte. Su propietario decidió, al no tener el estado en ese momento un gran área metropolitana, disputar sus partidos alternando diversas ciudades del estado, como Charlotte, Greensboro y Raleigh. Los resultados fueron un poco mejor que en la ciudad tejana, pero solo alcanzaron los Play-offs en una ocasión, siendo derrotado por los Indiana Pacers.
En la temporada 72-73 llegaron al banquillo de entrenador dos figuras como Larry Brown y Doug Moe, y contaron en ese momento con figuras de la talla de Billy Cunningham, Joe Caldwell, y Mack Calvin, los tres All Star esa misma temporada, y el primero de ellos nombrado MVP de la liga. Derrotaron a los New York Nets en primera ronda, pero perdieron con los Kentucky Colonels en la final de la División Este.
En 1974 los Cougars cambian de ciudad, desplazándose al estado de Misuri, donde compiten bajo el nombre de Spirits of St. Louis hasta la desaparición de la liga, en el año 1976.
La ciudad de Charlotte albergó, posteriormente, a los Hornets de la NBA, que se trasladaron a Nueva Orleans, y finalmente a la reciente franquicia de los Charlotte Bobcats.

## Trayectoria en la ABA
| Temporada | Nombre del equipo    | Balance | Temp. Regular      | Play-offs                 |
| --------- | -------------------- | ------- | ------------------ | ------------------------- |
| 1967-1968 | Houston Mavericks    | 29-49   | 4º División Oeste  | Pierde en semis del Oeste |
| 1968-1969 | Houston Mavericks    | 23-55   | 4.ª División Oeste |                           |
| 1969-1970 | Carolina Cougars     | 42-42   | 6.ª División Este  | Pierde en semis del Este  |
| 1970-1971 | Carolina Cougars     | 34-50   | 3.ª División Este  |                           |
| 1971-1972 | Carolina Cougars     | 35-49   | 6.ª División Este  |                           |
| 1972-1973 | Carolina Cougars     | 57-27   | 5.ª División Este  | Pierde en final del Este  |
| 1973-1974 | Carolina Cougars     | 47-37   | 3.ª División Este  | Pierde en semis del Este  |
| 1974-1975 | Spirits of St. Louis | 32-52   | 3.ª División Este  | Pierde en final del Este  |
| 1975-1976 | Spirits of St. Louis | 35-49   | 6.º de la ABA      |                           |